# Stylodactyloides
Stylodactyloides is een geslacht van kreeftachtigen uit de klasse van de Malacostraca (hogere kreeftachtigen).

## Soort
- Stylodactyloides crosnieri Cleva, 1990